# Seggae
Seggae is een op de Mascarenen (Mauritius, Réunion) ontstane muziekstroming die de traditionele Sega muziek mixt met reggae. Het genre werd in de jaren 1980-1989 bedacht door Joseph Reginald Topize (Kaya) toen hij een campagne voerde voor de rechten van Mauritianen. Kaya stief in de gevangenis in 1999.